# Rencontre West
Rencontre West ou Rencontre Ouest est une localité canadienne située au sud de l'île de Terre-Neuve dans la province de Terre-Neuve-et-Labrador. 

## Géographie
La localité de "Rencontre Ouest/West" est située sur la rive occidentale de la Baie Rencontre d'où son nom.